# 주자나 베이보도바
주자나 베이보도바(체코어: Zuzana Vejvodová, 1980년 9월 19일~)는 체코의 배우이다.